# Sociedad Española de Oncología Médica
La Sociedad Española de Oncología Médica (SEOM) es una entidad científica de ámbito nacional, sin ánimo de lucro, cuyo fin, desde su constitución en 1976, es avanzar frente al cáncer y contribuir a que los pacientes reciban la mejor atención sanitaria posible.

La Sociedad desempeña un papel importante ante los retos actuales del paciente oncológico: educación, investigación, prevención y administración de una atención de calidad al paciente con cáncer. 

La SEOM es el referente de opinión sobre la Oncología en España y vela para que desde los distintos Servicios de Oncología Médica se ofrezca una calidad asistencial de excelencia, estimulando el estudio y la investigación sobre el cáncer.

La SEOM asume el compromiso de informar y formar a los distintos colectivos: médico, administración sanitaria, pacientes, industria farmacéutica, medios de comunicación y sociedad civil.

## Historia de la SEOM
- En mayo de 1976 nace SEQUIO (Sociedad Española de Quimioterapia Oncológica) predecesora de la actual SEOM, siendo la segunda Sociedad en Oncología en el mundo.
- En 1980 se publica el primer libro de Oncología de España.
- En 1981 se cambia el nombre a la actual Sociedad Española de Oncología Médica. Es en este año que se crean, con el empuje y apoyo de SEOM, los primeros grupos cooperativos de investigación de las patologías más frecuentes.
- En 1984 se celebra en Barcelona el 1.er. Congreso Nacional de Oncología Médica.
- En 1994 se consigue el reconocimiento de la Titulación de Especialista en Oncología Médica.
- En 1995 se dispone por primera vez de sede permanente.
- En 1997 se presentan en León los primeros Grupos de Trabajo.
- En el año 1998 se constituye la Fundación de la Sociedad Española de Oncología Médica SEOM.
- En 2000 se crea estructura y se profesionaliza la gestión diaria de la Sociedad.
- En 2001 el Ministerio de Sanidad solicita colaboración para el desarrollo del Plan Nacional Integral contra el cáncer.
- En 2003 se crea internamente el Departamento de Comunicación y Congresos.
- En 2004 se firma el manifiesto junto a los Grupos Cooperativos.
- En 2006 se denuncian las inequidades existentes en el acceso a fármacos en función de la CCAA de residencia.
- En 2008 se inicia la formación universitaria acreditada Certificación SEOM.
- En 2011 se incluye el reconocimiento de la Oncología Médica en la Directiva Europea 2005/36/CE y se pone en marcha las becas de formación en centros de excelencia.
- En 2013 se reconoce el 5º año de formación MIR.
- En el año 2014 se presenta en Madrid el informe llamado Los Avances en cáncer durante el año

## Organización
La Sociedad Española de Oncología Médica está regida por la Junta Directiva, que se elige cada dos años mediante elecciones. Los socios eligen una candidatura, encabezada por un oncólogo médico que, durante los siguientes dos años, será el vicepresidente de la Sociedad junto con sus cinco vocales, que pasan a ser miembros de la Junta Directiva. Pasados esos dos años, automáticamente pasa a presidir la Sociedad por otros dos años. En total, cada Junta Directiva está compuesta por doce oncólogos médicos, que trabajan durante cuatro años, en todos los ámbitos de la Oncología Médica: asistencia, docencia e investigación.
Tanto los presidentes como el conjunto de miembros de la Junta Directiva trabajan de manera altruista compatibilizando su cargo institucional con el ejercicio de su profesión de la Medicina.

## Asistencia, Formación y docencia
La Sociedad Española de Oncología Médica apoya y realiza actividades de formación médica continuada para que los oncólogos conozcan las últimas novedades terapéuticas y puedan seguir completando su formación como especialistas.
Para cumplir este objetivo la Sociedad organiza periódicamente reuniones científicas presenciales y en línea facilitando que el conocimiento generado por la investigación básica se integre con la investigación clínica y repercuta en avances en el tratamiento del cáncer. 

Asimismo, la SEOM edita una serie de publicaciones con el fin de generar estándares organizativos y criterios de calidad en el desarrollo de la Oncología Médica. Un ejemplo de ello es la publicación del Glosario del cáncer en el año 2007. 

## Literatura científica
La SEOM mantiene una ingente producción científica anual, a través de estudios, artículos científicos, guías clínicas, informes, consensos en colaboración con otras sociedades científicas y diversas publicaciones científicas, enfocadas a generar estándares organizativos y criterios de calidad para la Oncología Médica.
La SEOM edita entre 10 y 12 Guías Clínicas anuales, para aportar recomendaciones en el manejo de los diferentes tipos de tumores y de este modo, guiar a los expertos en Oncología Médica en la toma de decisiones, con la selección de las opciones diagnósticas y terapéuticas más adecuadas, para abordar un caso clínico específico.

## Publicaciones de la SEOM
- Boletín SEOM  dirigido a los oncólogos, tiene una frecuencia bimestral.
- Publicaciones para pacientes y familiares

## Investigación
Es un objetivo prioritario para la SEOM, contribuir al fomento de la investigación clínica, como exponente de calidad, necesario para la generación y difusión del conocimiento científico.
La investigación clínica independiente, es imprescindible para conseguir nuevos avances en el diagnóstico, tratamiento y prevención del cáncer que permitan alcanzar una mayor tasa de curaciones, un incremento de la supervivencia y una mejora de la calidad de vida de los pacientes.

## Apoyo a pacientes y familiares
La Sociedad tiene entre sus objetivos comunicar a la población qué es el cáncer, cómo se previene, cómo se diagnostica y cómo se puede tratar. Para alcanzar este objetivo la SEOM participa activamente en la promoción de iniciativas de divulgación sanitaria y de campañas de concienciación social, en beneficio de los pacientes oncológicos, sus familiares y la población general. Estas acciones se realizan en colaboración con las asociaciones de pacientes más representativas del ámbito nacional y con otras organizaciones de interés.
La SEOM brinda a las asociaciones de pacientes diferentes servicios, como la posibilidad de organizar reuniones en su sede, asesoramiento científico en la elaboración de folletos para pacientes y familiares, presentación conjunta de acciones a los medios de comunicación, o la participación mutua en congresos y debates.
En el año 2013 se aprueba y publica por el gobierno español, el programa formativo de la especialidad de Oncología Médica y los criterios de evaluación de los especialistas en formación por Orden SSI/577/2013, de 5 de abril,.  Archivado el 17 de noviembre de 2014 en Wayback Machine.